# Тиличо (гора)
Пик Тиличо — гора в Гималаях, высота вершины — 7134 метров над уровнем моря. Находится на территории Непала в северо-западной части горного массива Аннапурна.

## География
Пик Тиличо является самой высокой вершиной так называемого «Большого Барьера» — горной стены высотой 6500—7000 метров, соединяющей основную часть массива Аннапурна с горой Нилгири (7061 м).
Талые воды ледника пика Тиличо образуют на высоте 4919 метров озеро Тиличо — высокогорное озеро размерами 4×1 км и глубиной 75 м.

## Открытие
Пик Тиличо был впервые описан в 1950 году в документах французской экспедиции Мориса Эрцога, направлявшейся к Аннапурне I для того, чтобы совершить первое в истории человечества восхождение на восьмитысячник.

## Восхождения
Первое восхождение на вершину пика Тиличо было совершено в 1978 году французским альпинистом Эмануэлем Шмутцом. С тех пор восхождения совершаются регулярно, ряд туристических компаний Непала предлагает свои услуги в организации экспедиций.

## Галерея

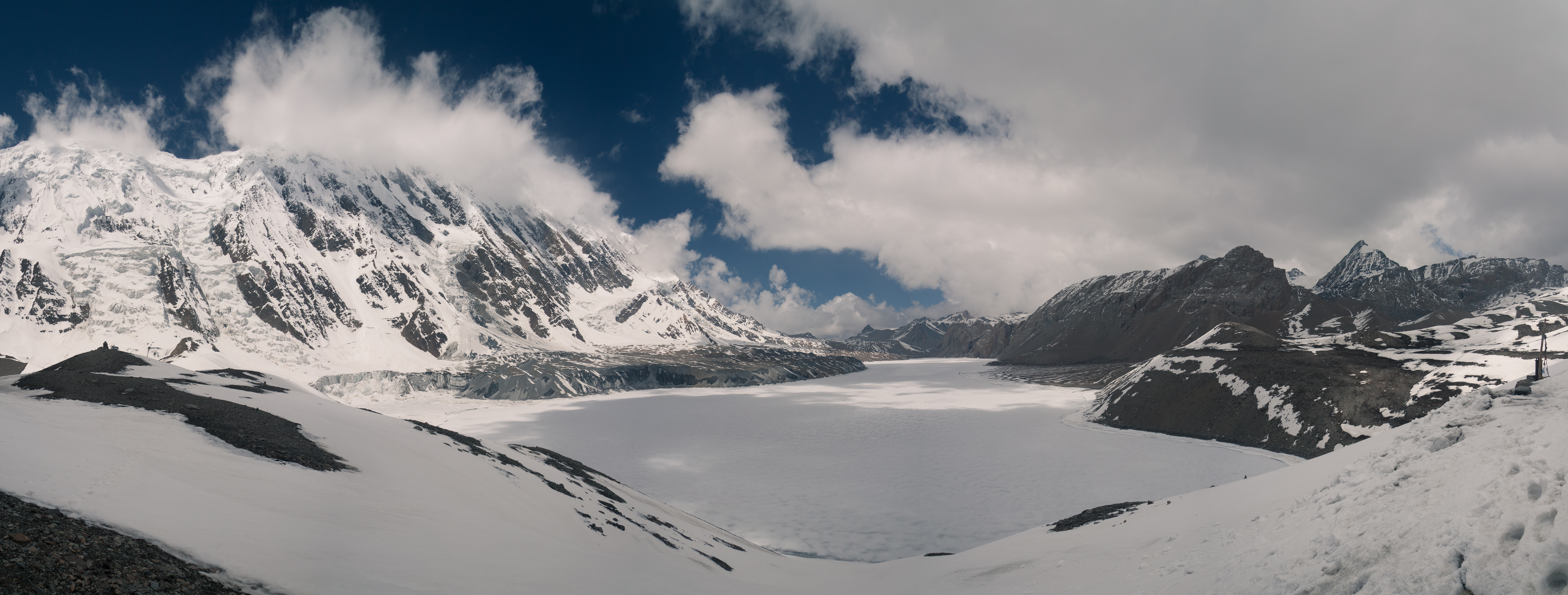
Панорама пика Тиличо и замёрзшего озера Тиличо
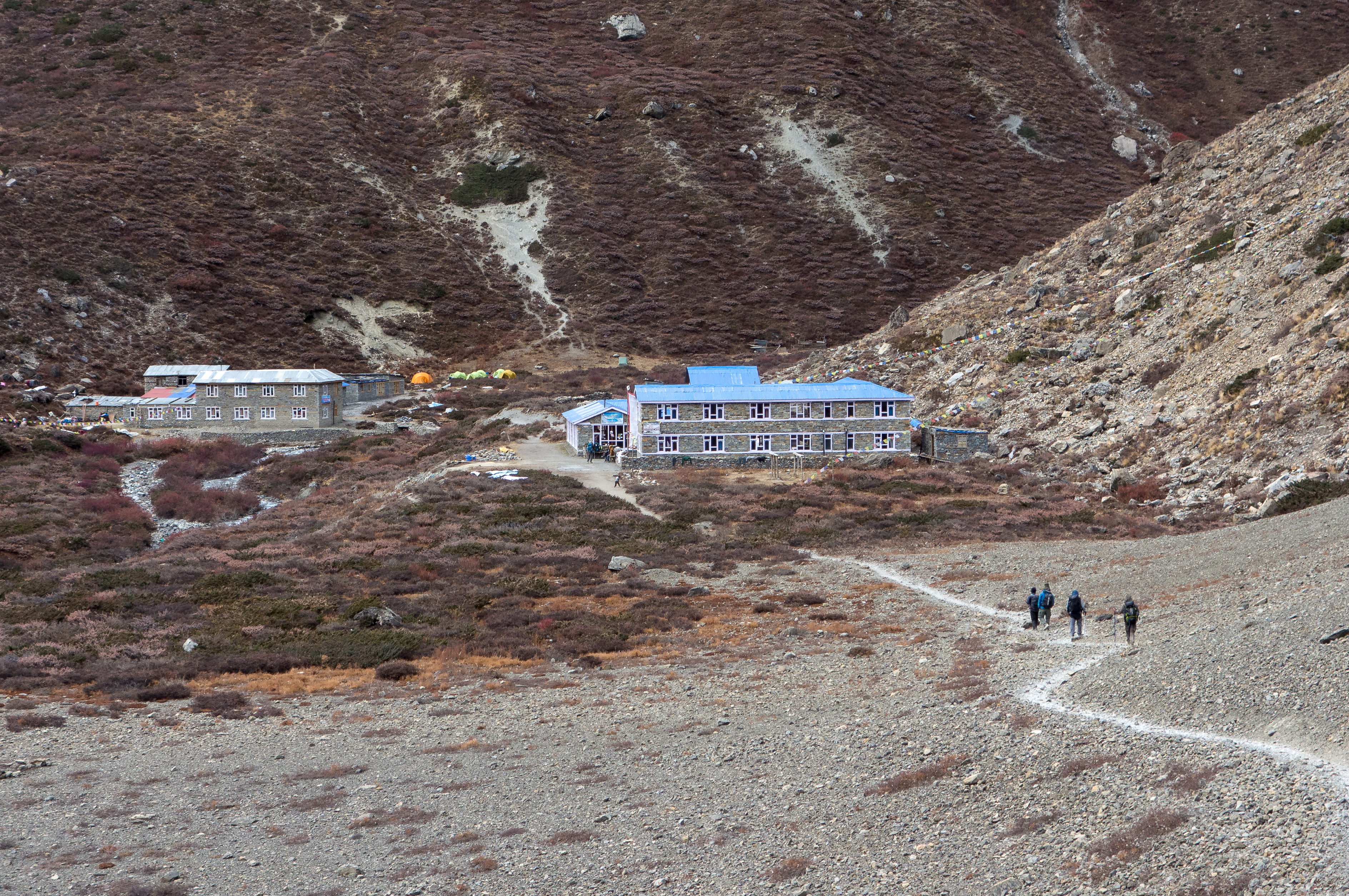
Базовый лагерь Тиличо
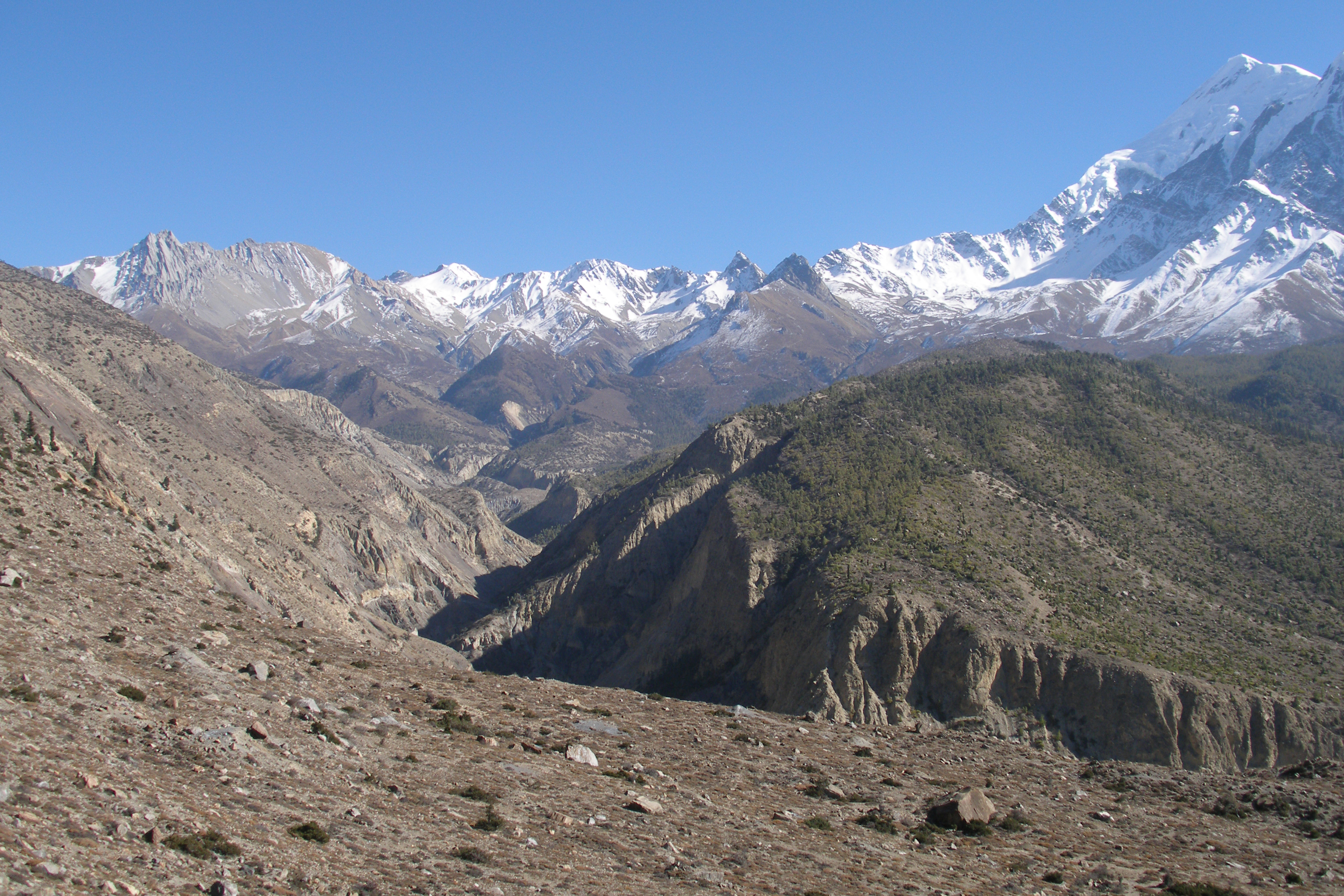
Массив Тиличо из долины Джомсом